# Jetline
Jetline est un parcours de montagnes russes assises en métal du parc Gröna Lund, situé sur l'île de Djurgården à Stockholm, en Suède. Il est ouvert depuis le 23 avril 1988. Le parcours croise celui de plusieurs autres montagnes russes : Vilda Musen, Kvasten et Twister. Environ un million de personnes font cette attraction chaque saison.

## Historique
L'attraction a ouvert le 23 avril 1988. Elle a été modifiée en 1997 par Maurer Söhne pour qu'elle ait une descente plus longue et plus inclinée. Un tunnel après la première descente a aussi été ajouté.
Le 25 juin 2023, une personne a été tuée et neuf autres ont été blessées après le déraillement partiel de Jetline. Le parc est temporairement fermé après l'incident.